# Darius II
Darius II (Fuera de Japón es renombrado Sagaia) es un videojuego de matamarcianos de Taito publicado originalmente como arcade en 1989. En bastantes de sus ediciones fuera de Japón fue titulado como Sagaia, si bien la edición para Game Boy así denominada es más bien una conversión reducida de la primera parte con algunos elementos nuevos. Darius II es el segundo título de la serie Darius y mantiene el mismo formato de tres pantallas de la primera entrega.

## Jugabilidad
A diferencia de Darius Original, Darius II usa la pantalla de juego que es el doble y triple de ancha de lo normal y para mostrarla el mueble hace uso de dos y tres pantallas, respectivamente, eso hace a los operadores ajustar la alineación de cada pantalla para acomodarla.
El arsenal de la nave, solo vista en el compilado Darius Cozmic Collection, consiste en cañones (misiles que intercepta balas enemigas, láser que traspasa enemigos e intercepta ataques láser enemigos y rayo sonico que traspasa enemigos y muros), bombas (de uno, dos y cuatro) y un campo de fuerza protector (verde, azul y dorado). Los tres elementos pueden ser mejorados por medio de potenciadores (en forma de grandes orbes de colores) que son liberados esta vez por destruir oleadas de enemigos (debido a que no existe coloración de un enemigo específico). Si el nivel de arma o protector sobrepasa el máximo, es remplazado por una nueva arma (cañones o bombas) o protector, pero se perderá si la nave es destruida, ya sea por ataques enemigos o por estrellarse contra un enemigo u obstáculo. Las orbes amarillas que son los láser reemplaza a las bombas, que también se obtiene al derribar oleadas de enemigos Las orbes blancas aumentan el puntaje y las doradas destruyen enemigos pequeños, pero causa daño a los grandes. Estas dos orbes solo aparecen al disparar un obstáculo.
Además, este es el primer juego en presentar minijefes conocidos como los "capitanes". Estos tienen un tamaño y la salud reducidos a diferencia de los jefes del primer juego, pero que tienen las mismas habilidades, y aparecen a mitad de partida antes que la nave principal.

## Argumento
La flota alienígena Belsar, compuesta por robots y naves con forma de peces y otras criaturas marinas, perdieron el control de Darius. Tras los enfrentamientos ocurridos en Darius Gaiden, los colonos, ordenados por los expilotos Proco y Tiat, escaparon al planeta Olga durante la invasión Belsar, pero ahora recolonizan Darius y reconstruyen sus zonas dañadas, pero Belsar intenta invadir la Vía Láctea. Los dos pilotos Proco Jr. y Tiat Young reciben el llamado de emergencia desde la Tierra y se dirigen a la Vía Láctea.

## Versiones
- En 1989, la primera versión arcade de Darius II, exclusiva de Japón, utilizaba 3 pantallas. A diferencia de 1.er Darius, las naves ya no tienen impedimiento para moverse en la tercera pantalla, pero los potenciadores son eliminados si la nave es destruida, se puede continuar incluso en la última zona y las zonas ya no son elegidas por un laberinto, sino por un selector.
- Pocos meses después en el mismo año, las siguientes versiones utilizan 2 pantallas en vez de 3 para ahorrar energía. La entrega japonesa de 2 pantallas usa el mismo argumento que la versión de 3 pantallas.
- En Norteamérica, fue renombrado a Sagaia y tiene un nuevo mapeado y selector de rutas distinto, es decir, los jugadores de Sagaia empiezan en la Tierra en vez del Sol, pero sin dejar de lado el argumento del sistema solar. Además, el número de zonas se redujo, siendo la primera vez que en un juego usa 2 zonas en una misma ruta. A diferencia de Darius II, Sagaia solo se lanzó en 2 pantallas. Existe otra versión en donde tuvo su parche de corrección de errores.
- En 1990, aparece la primera versión casera, esta vez en Sega Genesis. Esta entrega es una adaptación a escala pequeña de la arcade japonesa (incluyendo el renombre de Sagaia fuera de Japón) debido a que la consola no soporta 2 o 3 pantallas. Esta entrega no soporta 2 jugadores, pero puede elegir personaje en opciones, se cambiaron los mecanismos, algunos jefes son remplazados o movidos de zona y tiene un modo Boss Rush (vía código).
- En 1992, se hizo una versión para Sega Master System para Europa y Brasil. Esta entrega es la más limitada al eliminar jefes (e incluso zonas) por problemas de espacio.
- Se hizo una versión para PC Engine CD el 1993, que incluye cambios en zonas, nuevos jefes y cambios en canciones.
- En 1996, se hizo una versión para Sega Saturn, en el cual si soporta 2 jugadores y puede usar Widescreen (estrechable).
- Con la aparición de Darius Cozmic Collection, en la versión arcade y SP solo se incluyeron las 2 versiones de Sagaia y Darius II de 2 pantallas, mientras que las versiones CS y SP se encuentra Sagaia de Master System y los 2 juegos de Darius II de Genesis, pero para jugar Sagaia de Sega Genesis en la versión japonesa, tendría que descargar el parche de actualización.

## Serie
1. Darius, Arcade (1986)
2. Darius II, Arcade (1989)
3. Darius Twin, SNES (1991)
4. Darius Force/Super Nova, SNES (1993)
5. Darius Gaiden, Arcade (1994)
6. G-Darius, Arcade (1997)
7. Dariusburst, PSP (2009), Arcade (2010)